# Aide Médicale Internationale

Logo der Organisation

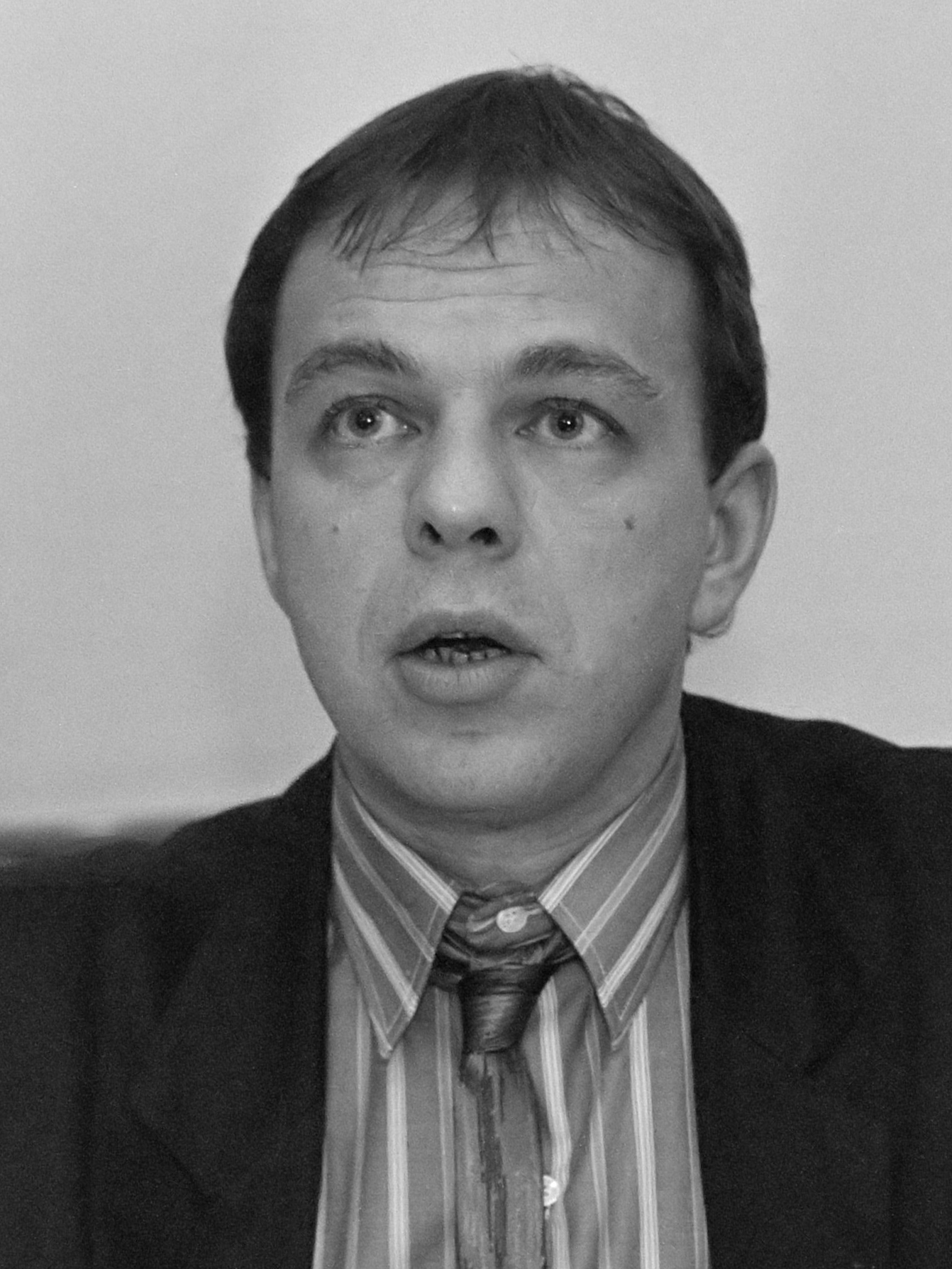
Michel Bonnot (1987)

Aide Médicale Internationale („Internationale Medizinische Hilfe“, AMI) war eine französische medizinische Hilfsorganisation, die im Bereich der humanitären Hilfe tätig war. Ziel war es, Menschen in schwer zugänglichen Regionen zu helfen, die keinen Zugang zu einem funktionierenden Gesundheitssystem haben. Sie wurde 1979 durch den Arzt Michel Bonnot gegründet, der zuvor für Ärzte ohne Grenzen (Médecins sans frontières, MSF) tätig war und in den 1990er Jahren als Staatssekretär für humanitäre Hilfe in der französischen Regierung wirkte. Hauptgrund für die Entstehung von AMI war die Kritik von Michel Bonnot an der Medien- und Öffentlichkeitsarbeit von MSF und der von MSF praktizierten Offenlegung der im Einsatz gemachten Beobachtungen. 2011 erfolgte eine Fusion mit Première Urgence; der Name AMI wird nicht mehr verwendet.

## Aktivitäten und Selbstverständnis
Die Organisation war in neun Ländern mit 25 Hilfsprogrammen aktiv, an denen rund 20 Mitarbeiter am Sitz Pantin bei Paris, etwa 80 Delegierte im Ausland sowie rund 2500 lokale Mitarbeiter beteiligt waren und rund 2,5 Millionen Menschen medizinisch betreuten. Ein wichtiger Aspekt der Arbeit vor Ort ist die Hilfe zur Selbsthilfe, mit der die Betroffenen durch Aus- und Weiterbildung schrittweise in die Lage versetzt werden sollen, die medizinische Versorgung selbst zu übernehmen.
AMI lehnte es ab, über das Einsatzgeschehen und dabei möglicherweise entstandene Beobachtungen von Verstößen gegen das humanitäre Völkerrecht und die Menschenrechte öffentlich zu berichten. Die erste offizielle Presseerklärung der Organisation erschien 1995. Im Gegensatz zu anderen Hilfsorganisationen wie der Internationalen Rotkreuz- und Rothalbmond-Bewegung und Ärzte ohne Grenzen kooperierte die Organisation auch mit Armeen sowie mit Guerillaorganisationen und anderen paramilitärischen Verbänden, sofern diese eine bestimmte Region unter ihrer Kontrolle haben, und stellt sich demzufolge auch bewusst unter den Schutz dieser Organisationen.
Das Budget betrug im Jahr 2005 rund 11,4 Millionen Euro. Die Finanzierung der Arbeit erfolgt vorrangig durch institutionelle Partner wie die Europäische Union, das Kinderhilfswerk der Vereinten Nationen sowie das französische Außenministerium, und darüber hinaus zu rund zehn Prozent durch Spenden.